# Норман Уиздъм
Сър Норман Джоузеф Уиздъм (на английски: Sir Norman Joseph Wisdom, 4 февруари 1915, Лондон – 4 октомври 2010, остров Ман) е английски актьор-комик, познат на всички като мистър Норман Питкин. Композитор, продуцент и сценарист.

## Биография
Ражда се на 4 февруари 1915 година. Баща му бил пияница и побойник, след като се развежда, прогонва през 1924 година 9-годишния си син на улицата. Норман станал бродяга, определно време живял и при опекуните си. След става прислужник на капитан на търговски съд. Работи като носач и миньор. През 1930 г. (на 15 години) станал барабанчик в Десети кралски хусарски полк. С полка се озовава в Индия. Там се научава да свири на тромпет и кларинет. В същото време става шампион по бокс (категория перо) от индийския контингент на британската армия.
Актьорският му дебют е през 1946 година. Актьорът започнал да работи като универсален ексцентрик в мюзик-хола. Много добре са му се отдавали комедийните персонажи в различни водевидили. Забелязват комедийните му способности и го канят в телевизионното студио. След различни участия в ред телешоу програми Уиздъм заминава за САЩ, където в течение на една година успешно играе в програмата „Водевил“.
В киното Норман дебютира през 1948 година („Следвай мечтата“). От 1958 година Уиздъм е известен и като сценарист („Мистър Питкин в тила на врага“), а през 1969 става продуцент в („Какво е хубаво за гъските“). През 1953 година Норман Уиздъм написва песента „Не ми се присмивайте“ към филма „Бъркотия в магазина“ която впоследствие се превръща в неговата „визитна картичка“. Най-голяма известност му носи комичният герой – мистър Питкин, появил се в четири филма. В по-късна възраст се снима в сериали. Независимо от възрастта си, Норман Уиздъм продължавал да излиза на сцената, гастролиращ в свое шоу.
Той създава образа на мистър Питкин – малкия човек, подкупващ със своята простота и добродушност. Независимо от обвиненията, че бил старомоден, той опазва традицията на нямата комедия, използва ексцентричен хумор и невероятни мимики. Норман Уиздъм обичал да казва: „Моите комедии са предназначени за деца от 3 до 93 години“.
Норман Уиздъм бил любимият клоун на Чарли Чаплин.
На 90 години той изиграва в един клип млад пънкар от остров Ман – „Twisted Angels“. Той спира участията си в телевизията и в кабарето едва половин година преди смъртта си.
Знаменитият актьор умира на 4 октомври 2010 година на 95 години в дом за стари хора на остров Ман. По думите на сина му, причината за смъртта му била инфаркт. В последните години той е претърпял няколко инфаркта.

## Интересни факти
- По време на Втората Световна война актьорът е служил като телефонист в бункера на Уинстън Чърчил. Веднъж разяреният Чърчил влязъл в апаратната за да узнае кой е този идиот, който го свързва все грешно. Норман нарекъл премиера „Уини“, за което едва не попаднал пред военния съд.
- Героят на Уиздъм получил известност далеко зад пределите на Великобритания – в Южна Америка, Иран и източна Европа, особено в Албания. Енвер Ходжа обявил „мистър Питкин“ за национален герой на Албания. Именно затова в изолираните от света страни показвали само тия филми от капиталистическите страни където играел Уиздъм. През 1995 г. го приемат в Тирана, като високопоставен лице на високо равнище – посрещнал го самия президент Сали Бериша. През 2001 г. Уиздъм излязъл на футболния терен преди началото на мача между националните отбори на Англия и Албания с екип изобразяващ символите на двете страни, което предизвиква неописуем възторг сред феновете между които бил и Дейвид Бекъм.
- На 28 декември 2008 година спътниковият телевизионен канал Sky News обявява, че Норман Уиздъм е умрял, представяйки по-рано направен некролог. Пишат и в уебсайта си. Скоро, когато станало очевидно, че другите телевизионни канали не знаят за смъртта му, Sky News премахват некролога, и заявяват, че е бил поставен по погрешка.
- Независимо че в много руски и български имена на филмите с участието на Норман Уиздъм фигурира фамилията Питкин, в действителност такъв герой като Норман Питкин се среща само в четири от филмите му. В останалите филми главният герой има друга фамилия, или просто се казва Норман.

## Филмография
- 1948 – „Среща с мечтата“ / A Date with a Dream
- 1953 – „Бъркотия в магазина (Мистър Питкин: Бъркотия в магазина)“ / Trouble in Store – Норман
- 1954 – „Жест на добра воля (Изобретателният мистър Питкин)“ / One Good Turn – Норман
- 1955 – „Силният на деня“ / Man of the Moment – Норман
- 1956 – „Издигане (Мистър Питкин нагоре с краката)“ Up in the World – Норман
- 1957 – „Този мой късмет (Такъв ми бил късметът)“ / Just My Luck – Норман Хакет
- 1958 – „Неудачникът (Мистър Питкин в тила на врага)“ / The Square Peg – Норман Питкин / генерал Шрайбер
- 1959 – „Търси звезда“ Follow a Star – Норман Тръскот
- 1960 – „Имало едно време един мошеник“ / There Was a Crooked Man
- 1960 – „Порода Булдог (Бакалин във флота)“ / The Bulldog Breed – Норман Пъкъл
- 1962 – „Момиче на борда (Момичето от кораба)“ / The Girl on the Boat – Сам Марлоу
- 1962 – „Мистър Питкин под прикритие (Под прикритие)“ / On the Beat – Норман Питкин
- 1963 – „В надпревара с времето (Мистър Питкин в болницата)“ / A Stitch in Time – Норман Питкин
- 1965 – „Ранобудник“ / The Early Bird – Норман Питкин
- 1966 – „Без отлагане (От най-добри подбуди)“ / Press for Time – Норман Шийлдс / майката на Емили / Уилфрид – неговия дядо / Емили
- 1966 – „Човекът-сандвич“ / The Sandwich Man
- 1968 – „Нощта в която прекараха Мински“ / The Night They Raided Minsky’s – Чик Уилямс, звезда на бурлеската
- 1969 – „Какво е добро за гъските“ / What’s Good for the Goose – Тимъти Бартлет
- 2001 – „Пет деца и то“ / Five Children and It – Незбит

## Дискография
- I Would Like to Put on Record
- Jingle Jangle
- The Very Best of Norman Wisdom
- Androcles and the Lion
- Where’s Charley?
- Wisdom of a Fool
- Nobody’s Fool
- Follow a Star
- 1957 Original Chart Hits
- Follow a Star/Give Me a Night in June
- Happy Ending/The Wisdom Of A Fool
- Big in Albania – One Hit Wonderland

## Книги
- Щастливият малък демон: Норман Уиздъм на острова, който той счита за свой дом (2004)
- Norman Wisdom, William Hall. Моят път.   Arrow Books, 2003. ISBN 978-0099446767.
- Не ми се смейте / Защото аз съм глупак (1992) (Две части автобиографии)
- Проблем в историята (1991)